# Jan Kantakuzen (sebastos)
Jan Kantakuzen (zm. 17 września 1176) – dowódca wojskowy. 

## Życiorys
Wyróżnił się w kampaniach Manuela I Komnena   przeciwko Serbom, Węgrom i Pieczyngom w okresie 1150-1153. W czasie jednej z kampanii został ciężko ranny i stracił palce jednej dłoni. W 1155 roku został wysłany do Belgradu, gdzie udaremnił spisek mający doprowadzić do przejęcia tego miasta przez Węgrów. Zginął w Bitwie pod Myriokefalon w 1176 roku. Jego żoną była Maria Komnena, córka Andronika (ok. 1108-1142), brata Manuela I Komnena. Mieli przynajmniej jednego syna - Manuela Kantakuzena. 